# 2004年大阪府知事選挙
2004年大阪府知事選挙（2004ねんおおさかふちじせんきょ）は、大阪府の執行機関である大阪府知事を選出するために、2004年（平成16年）2月1日に投票が行われた選挙である。

## 概要
大阪府知事の任期4年が満了したことに伴って実施された選挙である。この選挙戦は事実上、現職で再選を目指す太田房江に、元民主党参議院議員の江本孟紀、共産党推薦で弁護士の梅田章二の3候補による争いとなった。そして選挙の結果、自民・民主・公明等の推薦を受けた太田が、江本と梅田を大差で下して再選を果たした。
太田は、前年9月に立候補表明をした際、「政党からの推薦を求めない」と宣言し、無党派層からの支持の取り込みを図った。しかし、元阪神タイガースの選手で民主党参議院議員の江本が、太田府政に批判的な自民党や民主党の若手地方議員の後押しを受けて11月に名乗りを上げたことで方針を転換、自民党や民主党など共産党以外の政党推薦を取り付け、各種団体を回るなど各党相乗りの組織選挙を展開した。一方、民主党を離党して知事選に挑んだ江本は、太田に批判的な府議や大阪市議など地方議員の支援を受けつつ、過去2回の府知事選で横山ノックを当選させる原動力となった無党派層を意識した選挙戦を展開した。そして、共産党推薦の梅田は、焦点となっていた自衛隊のイラク派遣問題など平和について訴え、太田・江本との違いを際立たせる選挙戦を行った。

## 選挙日程など
- 告示：2004年（平成16年）1月15日
- 投票日：2004年（平成16年）2月1日
- 投票日当日の有権者数：6,926,408名[2]

男性：3,346,375名
女性：3,580,033名

## 候補者
| 候補者名 | 年齢 | 所属党派 | 新旧 | 推薦・支持党派                                 | 前職                                                                                    |
| -------- | ---- | -------- | ---- | ---------------------------------------------- | --------------------------------------------------------------------------------------- |
| 太田房江 | 52   | 無所属   | 現職 | （推薦）自由民主党・公明党・民主党・社会民主党 | 大阪府知事（1期）                                                                       |
| 梅田章二 | 53   | 無所属   | 新人 | （推薦）日本共産党、（支持）新社会党           | 弁護士                                                                                  |
| 江本孟紀 | 56   | 無所属   | 新人 |                                                | 元参議院議員（比例区）、フジテレビ・ニッポン放送野球解説者、 サンケイスポーツ野球評論家 |
| 西村重蔵 | 74   | 無所属   | 新人 |                                                | 駐車場経営                                                                              |
| 小山広明 | 61   | 無所属   | 新人 |                                                | 前大阪府泉南市議会議員                                                                  |

## 選挙結果
※当日有権者数：2,774,250人 最終投票率：40.49%（前回比：-4.09pts）
| 候補者名 | 年齢 | 所属党派 | 新旧別 | 得票数      | 得票率 | 推薦・支持             |
| -------- | ---- | -------- | ------ | ----------- | ------ | ---------------------- |
| 太田房江 | 52   | 無所属   | 現     | 1,558,630票 | 56.18% | 自民・公明・民主・社民 |
| 江本孟紀 | 56   | 無所属   | 新     | 670,717票   | 24.18% |                        |
| 梅田章二 | 53   | 無所属   | 新     | 505,167票   | 18.21% | 共産                   |
| 小山広明 | 61   | 無所属   | 新     | 25,851票    | 0.93%  |                        |
| 西村重蔵 | 74   | 無所属   | 新     | 13,885票    | 0.50%  |                        |

出典：大阪府選挙管理委員会 - 大阪府知事選挙　候補者別得票数（大阪府計）、投票率推移　大阪府知事選挙
投票率が前回選挙を下回って過去最低となった中、組織を固めた現職の太田が、江本、梅田らを大差で抑えて再選を果たした。